# Kleinpraga
Kleinpraga, sorbisch Mała Prahaⓘ, ist ein Ort im sächsischen Landkreis Bautzen. Er gehört seit 1994 zur Gemeinde Göda, welche westlich an Bautzen grenzt. Kleinpraga zählt zum offiziellen sorbischen Siedlungsgebiet in der Oberlausitz.

## Geographie

### Lage
Der Ort liegt in der Oberlausitz und wird von den Ortschaften Nedaschütz im Norden, Semmichau im Südosten und Spittwitz im Südwesten umgeben.

### Geomorphologie
Das Relief ist wellig und weist eine Abdachung nach Norden auf. Die sächsische Naturraumgliederung bezeichnet den Landstrich als Oberlausitzer Gefilde. Es handelt sich dabei um einen Teil der Naturregion Sächsisches Lössgefilde, die in der Gegend von Kleinpraga nur noch eine Nord-Süd-Ausdehnung von etwa 15 Kilometern aufweist und sich nach Osten hin weiter verschmälert. Nördlich grenzt das relativ ebene Oberlausitzer Heide- und Teichgebiet an, südlich das Oberlausitzer Bergland.
Der heutige Formenschatz entstand überwiegend im Quartär insbesondere unter dem Einfluss der letzten Eiszeiten. Er beinhaltet unter anderem Rinnen, Muldentäler und Lößplatten und -rücken. Kleinpraga liegt dabei östlich des Schwarzwassers auf einer Hochfläche etwa 25 m über dem Flüsschen. Dieses fließt hier durch die Spittwitzer Skala, ein Felsental. Der Ort liegt damit im Einzugsgebiet der Elbe.

### Geologie
Die Siedlung liegt gänzlich auf elsterzeitlichen Grundmoränensedimenten. Diese aus geologischer Sicht sehr jungen Sedimente überlagern einen cadomisch-kambrischen Granodiorit. Diese Lagerverhältnisse kennzeichnen eine ausgeprägte Schichtlücke zwischen dem Kambrium und dem Quartär, welche in dieser Form erst mit den Abtragungsvorgängen der Eiszeiten entstanden ist. Der Granodiorit steht in der nahegelegenen Spittwitzer Skala an.

### Klima
Die Region liegt in der kühlgemäßigten Übergangszone zwischen Ozeanischem und Kontinentalem Klima (nach Troll und Paffen) bzw. der gemäßigten Klimazone mit Übergangsklima nach Neef. Die Jahresmitteltemperatur von 8,5 °C für Bautzen dürfte derjenigen von Kleinpraga etwa entsprechen. Dabei ist der Juli mit durchschnittlich 18,2 °C der wärmste und der Januar mit −1,2 °C der kälteste Monat. Bei einer entsprechenden Großwetterlage können, durch einströmende kalte Luft aus dem Böhmischen Becken, auch Temperaturen bis −15 °C erreicht werden. Im Volksmund wird dieses Phänomen „Böhmischer Wind“ genannt. Der mittlere Jahresniederschlag liegt, bedingt durch den Regenschatten des Oberlausitzer Berglandes, zwischen 670 und 690 mm. Damit ist das Gebiet relativ niederschlagsarm. Der niederschlagsreichste Monat ist im langjährigen Mittel der Juli mit 80 bis 90 mm, der niederschlagsärmste Monat ist der Januar mit etwa 40 mm.

### Vegetation
Die potenzielle natürliche Vegetation besteht in der Ortslage aus typischem Hainbuchen-Traubeneichenwald. Im Schwarzwassertal würde sich ohne den Einfluss des Menschen ein Traubenkirschen-Erlen-Eschenwald ausbilden. Real existierende Baumbestände gibt es jedoch nur im Norden und Westen.

### Naturschutz
Das Schwarzwassertal ist im Bereich von Kleinpraga ein FFH-Gebiet.

## Geschichte
| 1580 | 2 Bauern, 2 Gärtner, 3 Häusler |
| 1764 | 5 Bauern                       |
| 1834 | 43                             |
| 1871 | 46                             |
| 1890 | 48                             |
| 1950 | ca. 25                         |
| 2011 | 18                             |

Der Bauernweiler Kleinpraga wurde erstmals 1377 als Podmaklicz erwähnt. Der Name Praga taucht erstmals 1566 auf. Um 1556 stand es unter der Grundherrschaft von Gaußig, ab spätestens 1580 unter der von Nedaschütz. Charakteristisch ist die starke Bindung an Nedaschütz, da der Ort bis heute nur aus zwei Gehöften und vier kleinen Anwesen besteht und deswegen kaum eigenständig handeln kann. Folgerichtig wurden 1935 beide Orte gemeinsam nach Coblenz eingemeindet. Seit dem 1. März 1994 gehören die Orte zur Gemeinde Göda. Seit alters her gehört Kleinpraga zum Kirchspiel Göda. Etwas nördlich der Häuser existieren Reste der alten Straße von Göda nach Meißen.

### Bevölkerung und Sprache
Für seine Statistik über die sorbische Bevölkerung in der Oberlausitz ermittelte Arnošt Muka in den achtziger Jahren des 19. Jahrhunderts eine Bevölkerungszahl von 37, darunter ausnahmslos sorbischsprachige Einwohner.

### Landnutzung
Fast die gesamte Ortsflur wird landwirtschaftlich genutzt, da die Böden mit Ackerwertzahlen zwischen 55 und 70 recht ertragreich sind. Ab 1973 war die LPG Göda für die Bewirtschaftung zuständig. Auf dem westlichen der beiden Höfe wurde einige Zeit lang eine intensive Legehennenhaltung betrieben.

### Infrastruktur
Kleinpraga liegt an der Kreisstraße 7278. Südlich des Ortes verläuft die Staatsstraße 111 Bischofswerda–Bautzen, nördlich die Bundesautobahn 4. Der nächste Bahnhof ist Seitschen. Auf Grund dieser relativ günstigen Lage gibt es heute in einem der Höfe einen modernen Gewerbekomplex mit Lagerkapazitäten und ein Restaurant.